# Shinkansen

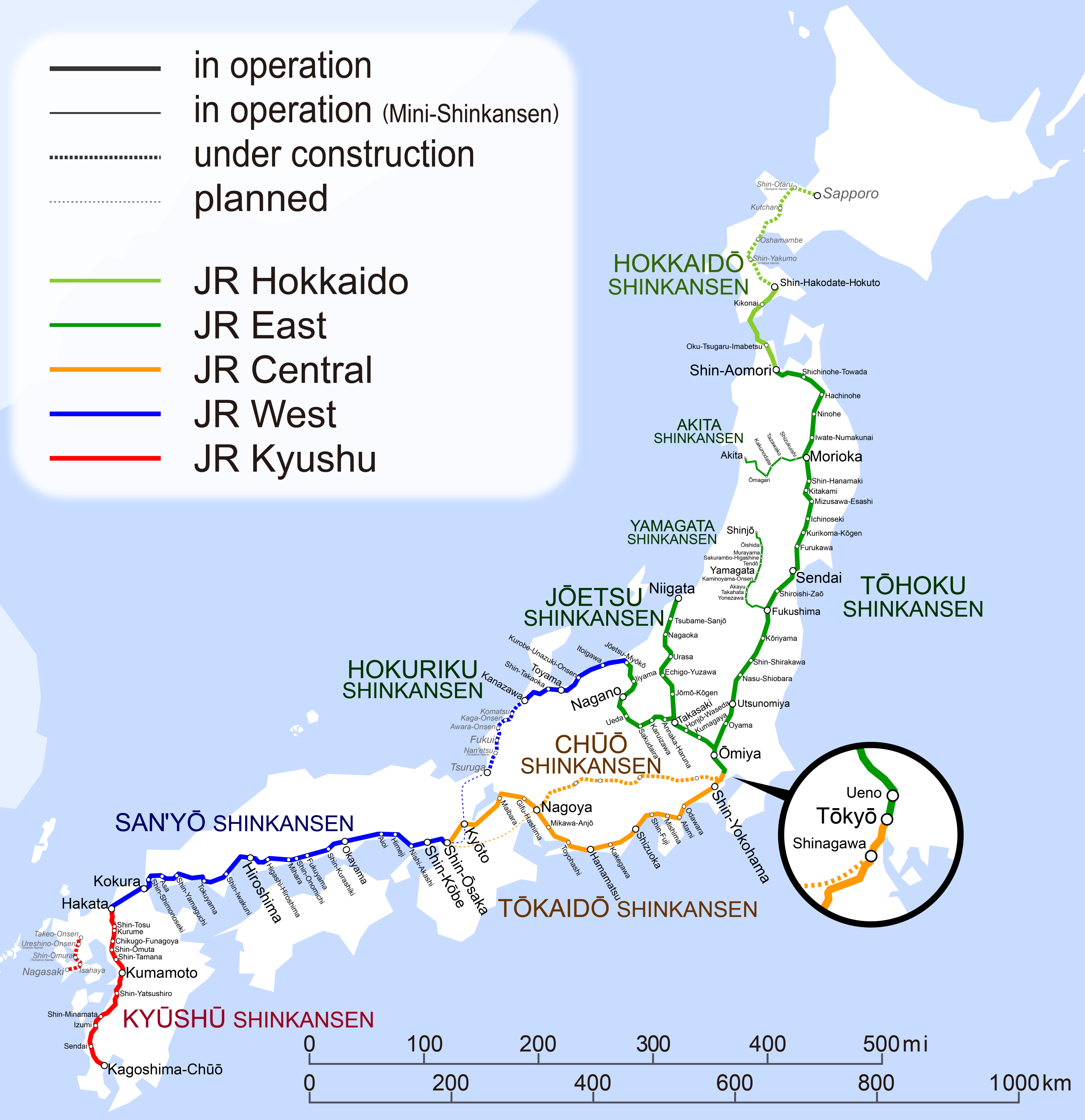
Shinkansen mappa delle linee 2017

Shinkansen (新幹線?) è la rete ferroviaria giapponese di treni ad alta velocità sulla quale viaggiano i cosiddetti "Treni proiettile" (in giapponese dangan ressha 弾丸列車), nata nell'aprile 1964 con la costruzione del Tōkaidō Shinkansen, il tratto tra Tokyo e Osaka. Il termine Shinkansen designa la linea e non il singolo convoglio e letteralmente significa "nuovo tronco ferroviario". I treni che la percorrono sono detti "Super Espressi".

## Storia

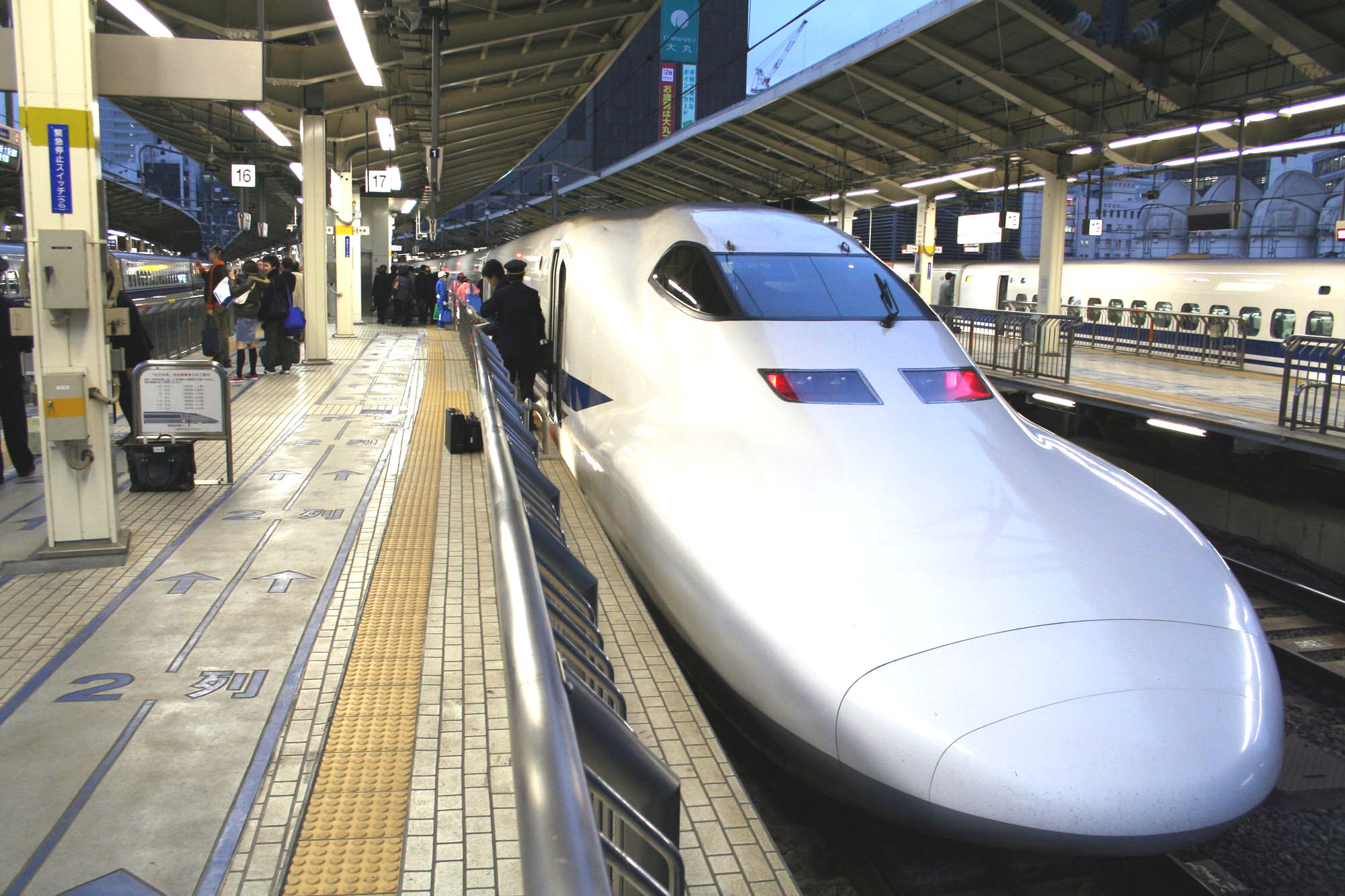
Shinkansen Serie 700 alla Stazione di Tokyo

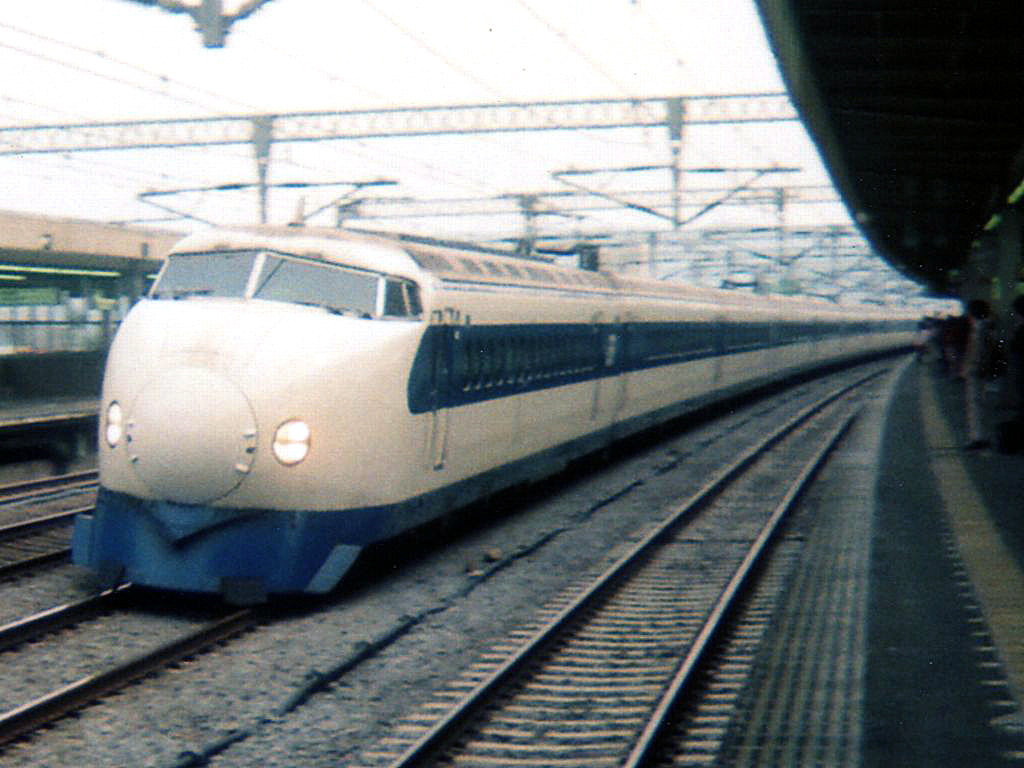
Un convoglio della serie 0.

Il Giappone fu il primo paese a costruire delle linee ferroviarie interamente dedicate all'alta velocità. La costruzione di intere nuove linee si è resa necessaria in quanto la particolare orografia del territorio giapponese, ricco di montagne, aveva favorito in precedenza lo sviluppo di una rete composta da tante piccole linee collegate tra loro e caratterizzate da scartamento ridotto, più agevole dal punto di vista logistico ma incapace di fornire alte prestazioni in termini di velocità.
Tra le persone che principalmente si applicarono per lo sviluppo e la costruzione del primo Shinkansen furono Hideo Shima, il capo ingegnere e Shinji Sogō, primo presidente delle Ferrovie Nazionali Giapponesi; in particolare quest'ultimo fu una figura chiave nel convincere la classe politica della validità dell'investimento. Oltre a queste due persone si possono aggiungere Tadanao Miki, Tadashi Matsudaira e Hajime Kawanabe, tra i primi ricercatori del Railway Technical Research Institute.

### Prime proposte

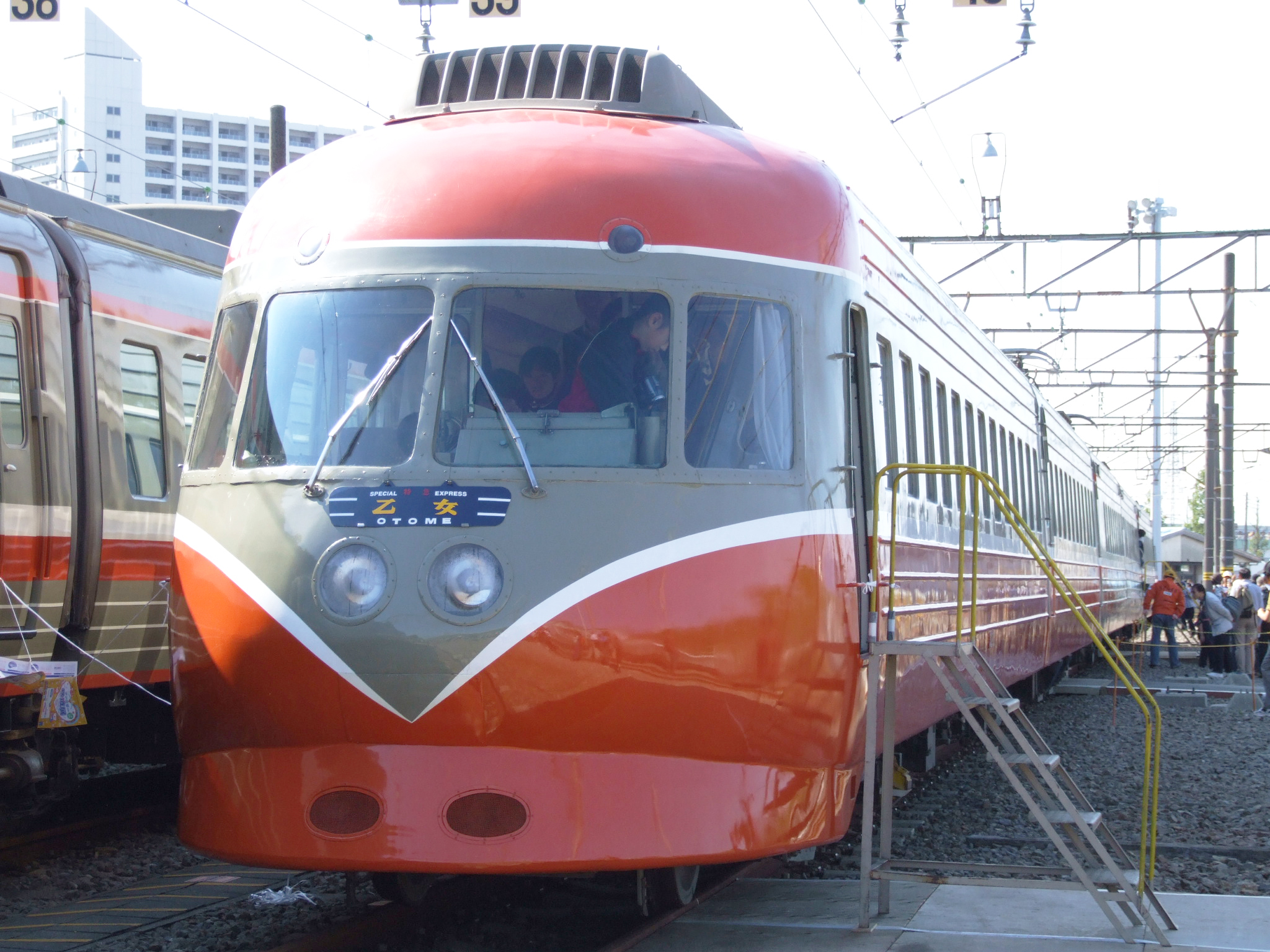
Odakyū 3000 series SE

Il nome con cui questi treni sono noti a livello internazionale è l'inglese bullet train (treno proiettile), traduzione letterale di dangan ressha (弾丸列車), soprannome dato al progetto quando questo era ancora in fase embrionale durante gli anni trenta; il nome è entrato nell'immaginario popolare per via dello Shinkansen Serie 0, caratterizzato da una forma appuntita che ricordava proprio un proiettile.
Il nome Shinkansen fu usato per la prima volta nel 1940 per una proposta di una linea ferroviaria per passeggeri e merci a scartamento standard tra Tokyo e Shimonoseki. Il progetto originale prevedeva l'uso di locomotive a vapore in grado di correre a 200 km/h; negli anni seguenti vennero aggiunti sempre nuovi dettagli rendendo il progetto mastodontico e decisamente irrealizzabile, in quanto prevedeva una grande linea ferroviaria che avrebbe raggiunto la Corea tramite un tunnel sottomarino lungo oltre 120 km; da lì avrebbe dovuto raggiungere Pechino e infine connettersi alla Transiberiana. I piani, già molto ambiziosi in condizioni normali, erano di fatto irrealizzabili per una nazione impegnata con tutte le proprie risorse nella seconda guerra mondiale; infatti con il deteriorarsi della posizione economica e militare dell'Impero Giapponese i progetti vennero abbandonati nel 1943, per poi essere ripresi in mano anni dopo la fine della guerra.

### Costruzione
Negli anni successivi alla fine della guerra, il Giappone era alle prese con grossi problemi dovuti alla ricostruzione del paese e il progetto dei treni proiettile rimase nascosto in un cassetto. Alla fine degli anni quaranta l'economia giapponese iniziò a rifiorire e a crescere rapidamente; come conseguenza di ciò si sviluppò un fiorente traffico di merci sulla Linea Principale Tōkaidō, che raggiunse la completa saturazione verso la metà degli anni cinquanta; questo portò il ministro delle ferrovie a riconsiderare il progetto dello Shinkansen. Nel 1957 la Odakyu Electric Railway produsse un treno di nuova concezione capace di correre a 145 km/h su una linea a scartamento ridotto, stabilendo un record. Questo causò alcune resistenze al progetto di Sogo di realizzare una linea a scartamento standard, giudicata più sicura, ma alla fine il presidente riuscì a convincere i suoi oppositori.
Negli anni cinquanta molti paesi (soprattutto gli USA) avevano in gran parte abbandonato gli investimenti nel settore ferroviario, convinti che presto il treno sarebbe diventato un mezzo obsoleto, cancellato da aereo e autostrada. Nonostante questo, Shinji Sogō riuscì a convincere i politici e il progetto ebbe definitivamente via libera con l'approvazione del governo nel dicembre 1958.
La costruzione del Tōkaidō Shinkansen tra Tokyo e Osaka iniziò nell'aprile 1959; il costo previsto si aggirava sui 200 miliardi di yen, prestati in gran parte dal governo giapponese, e per il resto tramite obbligazioni e un prestito a condizioni agevolate della Banca mondiale. Il preventivo iniziale aveva nettamente sottovalutato il costo dell'opera che alla fine risultò circa il doppio del previsto, costringendo Sogō alle dimissioni nel 1963.
Nel 1962 fu inaugurata una parte della linea ad Odawara per fare da test per il materiale rotabile destinato al progetto.

### Inaugurazione e successo
Il Tōkaidō Shinkansen entrò in servizio il 1º ottobre 1964. In precedenza il treno espresso che collegava Tokyo e Osaka impiegava 6 ore e 40 minuti per percorrere la distanza; il treno Shinkansen Serie 0 poteva correre a 210 km/h, in seguito aumentati a 220 e ridusse il tempo inizialmente a 4 ore e in seguito a 3 ore e 10 nel 1965. Questo straordinario risultato rese possibili escursioni giornaliere tra la due città (le più grandi del Giappone all'epoca), cambiando lo stile di vita dei giapponesi e diventando rapidamente il mezzo più usato dagli uomini d'affari per gli spostamenti di lavoro. Il servizio ebbe un successo immediato, raggiungendo i 100 milioni di passeggeri in meno di tre anni il 13 luglio 1967 e il miliardo di passeggeri nel 1976; attualmente il conto è arrivato a quasi cinque miliardi. In occasione dell'Expo 1970 a Osaka vennero introdotti convogli composti da 16 carrozze. Nel 1992 il Tōkaidō Shinkansen era senza alcun dubbio il treno più utilizzato al mondo, con una media di 23.000 passeggeri ogni ora.

### Espansione della rete

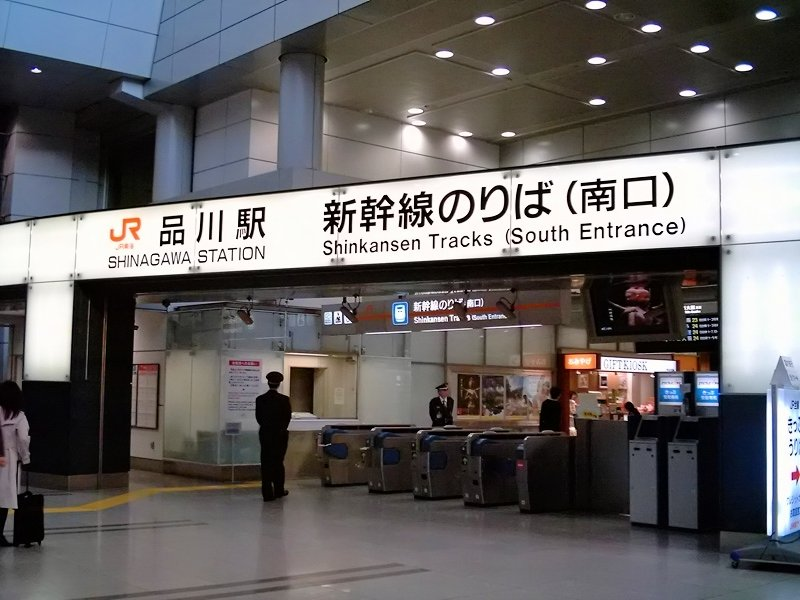
Stazione di Shinagawa a Tokyo

Il grande successo del primo Shinkansen portò alla rapida proposta e approvazione della costruzione di un prolungamento a occidente, che divenne una seconda linea autonoma in direzione di Hiroshima fino a Fukuoka. Il Sanyō Shinkansen venne inaugurato nel 1975.
Il primo ministro Kakuei Tanaka fu un fervente sostenitore del progetto Shinkansen, e sotto il suo governo si ebbero diverse proposte; nel 1982 vennero inaugurati il Tōhoku Shinkansen e il Jōetsu Shinkansen. Questa rapida espansione però segnò l'inizio della fine per le Ferrovie Nazionali Giapponesi; il debito accumulato (in gran parte per la costruzione delle quattro costosissime linee) schiacciava la compagnia e i progetti per le altre linee furono rimandati o completamente cancellati. Il destino dell'azienda era segnato e nel 1987 fu dichiarata insolvente, e di conseguenza fu divisa e privatizzata.
Lo sviluppo di nuovi Shinkansen subì molti rallentamenti e ritardi a causa della pesante situazione aziendale, ma non si fermò mai, generando sempre nuovi modelli capaci di correre a 300 km/h in linea con i TGV francesi, i TAV italiani, l'AVE spagnolo e l'ICE tedesco.
Nel 1997 in occasione delle Olimpiadi invernali di Nagano da tenersi l'anno successivo, venne inaugurato il Nagano Shinkansen; a quaranta anni dall'inaugurazione del primo Shinkansen è stato inaugurato anche il primo tratto del Kyūshū Shinkansen.

### Anni recenti e futuro
Nel novembre del 2008 il primo e leggendario modello di Shinkansen è stato dismesso per via della sua obsolescenza; per l'occasione sono state organizzate molte cerimonie ufficiali e molte corse commemorative speciali, i cui biglietti sono andati a ruba, a conferma della grande popolarità che questo treno aveva presso la popolazione giapponese.. Attualmente una locomotiva di questo tipo di treno si trova esposta al National Railway Museum di York, in Inghilterra.
Nel 2010 sono stati ritirati anche gli Shinkansen Serie 400, seguiti dalle serie 100, 200, 300 ed E1 tra il 2012 e il 2013.
Il JR Group, sostenuto dal governo, sta spingendo per gli investimenti sia nel campo delle ferrovie ad alta velocità di tipo tradizionale sia nella nuovissima e al momento solo dimostrativa levitazione magnetica.
Dal punto di vista dei treni tradizionali, nel marzo 2011 è stato esteso il Kyūshū Shinkansen di 130 km, arrivando fino a Fukuoka; contemporaneamente sono entrati in servizio i nuovissimi Shinkansen Serie E5, derivanti dal Fastech 360; la stessa linea dovrebbe essere prolungata fino a Nagasaki.
Attualmente è operativo il secondo tratto dell'Hokuriku Shinkansen, lungo 228 km, che corre da Nagano a Kanazawa; il primo tratto di 117 km fu inaugurato nel 1997 ed è attualmente noto come Nagano Shinkansen poiché collega Takasaki e Nagano. È stato progettato ma non è ancora iniziata la costruzione del terzo tratto, lungo circa 120 km tra Kanazawa e Tsuruga. È in fase di discussione anche un eventuale prolungamento fino a Osaka, tuttavia non è stato approvato nessun progetto in merito e non è stato nemmeno deciso il tragitto.
Nel 2005 è partita la costruzione dell'Hokkaidō Shinkansen. Il primo tratto di 148,9 km tra Aomori e Hakodate è stato aperto nel 2016, e il completamento era inizialmente previsto per il 2015, ma a causa della crisi economica e del terremoto e maremoto del Tōhoku del 2011, la sua apertura è stata rimandata di un anno. È già in fase di progettazione il prolungamento di 212 km dell'Hokkaidō Shinkansen fino a Sapporo.
Il 27 maggio 2011 il governo giapponese ha approvato la costruzione della linea a levitazione magnetica Chūō Shinkansen, a un costo stimato in 9.000 miliardi di yen. La costruzione della linea è iniziata nel 2014 e terminerà nel 2027; già dal 2013 sono disponibili i primi treni Shinkansen Serie L0, costruiti dalla Mitsubishi Heavy Industries e dalla Nippon Sharyo e basati sul prototipo JR-Maglev, che effettueranno dei test sulla Yamanashi Maglev Test Line e sulla Miyazaki Maglev Test Track in attesa del completamento della nuova linea che comprenderà le due sezioni per le prove.
Nel 2013 è entrato in servizio lo Shinkansen Serie E6, anch'esso derivato dal Fastech 360. L'anno seguente è entrato in servizio anche lo Shinkansen Serie E7/W7 sulla linea Nagano Shinkansen, appositamente progettato per affrontare le importanti pendenze della linea attraverso le montagne.

### Incidenti
Gli Shinkansen sono unanimemente considerati tra i treni più sicuri al mondo, per cinquanta anni quasi esatti (dall'inaugurazione del 1º ottobre 1964 al 23 ottobre 2014) i supertreni giapponesi non hanno avuto nessun incidente o deragliamento.
- Il 23 ottobre 2004 si è verificato il primo deragliamento di uno Shinkansen: durante il Terremoto di Chuetsu otto carrozze su dieci dello Shinkansen Serie 200 Toki n.325 sono deragliate vicino alla stazione di Nagaoka, a Nagaoka, Niigata, sulla linea del Jōetsu Shinkansen (Omiya-Niigata). Non vi sono stati feriti o deceduti tra i 154 passeggeri a bordo.
- Il 4 marzo 2013 si è verificato il secondo (e per ora ultimo) deragliamento di uno Shinkansen: durante una tempesta di neve uno Shinkansen è deragliato nella prefettura di Akita. Anche in questo caso non ci sono stati feriti o deceduti tra i 130 passeggeri a bordo, prontamente messi in salvo dalle autorità.

### Record
Dal 1970 è in sviluppo, anche se molto lentamente, il Chūō Shinkansen, una linea ferroviaria appositamente progettata per i treni JR Maglev a levitazione magnetica. Il 21 aprile 2015 questo treno ha ottenuto il record mondiale di velocità su rotaia, raggiungendo i 603 km/h.
La serie 500 è attualmente la detentrice del record di velocità media su linea, con una velocità commerciale calcolata in 262 km/h. La velocità massima rilevata è pari a 443 km/h, inferiore al record del TGV francese, ma ottenuta in condizioni operative e senza modifiche al veicolo o alla linea.
| km/h (mph)    | Treno                   | Linea                                                             | Data              | Periodo del giorno |
| ------------- | ----------------------- | ----------------------------------------------------------------- | ----------------- | ------------------ |
| 200 (124,3)   | Classe 1000             | Linea test Kamonomiya a Odawara, ora parte del Tōkaidō Shinkansen | 31 ottobre 1962   | pomeriggio         |
| 256 (159,1)   | Classe 1000             | Linea test Kamonomiya a Odawara, ora parte del Tōkaidō Shinkansen | 30 marzo 1963     | pomeriggio         |
| 286 (177,7)   | Classe 951              | Sanyō Shinkansen                                                  | 24 febbraio 1972  | pomeriggio         |
| 319,0 (198,2) | Class 961               | Linea test Oyama, ora parte del Tōhoku Shinkansen                 | 7 dicembre 1979   | pomeriggio         |
| 325,7 (202,4) | Serie 300               | Tōkaidō Shinkansen                                                | 28 febbraio 1991  | sera               |
| 336,0 (208,8) | Serie 400               | Jōetsu Shinkansen                                                 | 26 marzo 1991     | mattino            |
| 345,0 (214,4) | Serie 400               | Jōetsu Shinkansen                                                 | 19 settembre 1991 | mattino            |
| 345,8 (214,9) | 500-900 Serie "WIN350"  | Sanyō Shinkansen                                                  | 6 agosto 1992     | pomeriggio         |
| 350,4 (217,7) | 500-900 Serie "WIN350"  | Sanyō Shinkansen                                                  | 8 agosto 1992     | pomeriggio         |
| 352,0 (218.7) | Classe 952/953 "STAR21" | Jōetsu Shinkansen                                                 | 30 ottobre 1992   | mattino            |
| 425,0 (264,1) | Classe 952/953 "STAR21" | Jōetsu Shinkansen                                                 | 21 dicembre 1993  | sera               |
| 426,6 (265,1) | Classe 955 "300X"       | Tōkaidō Shinkansen                                                | 11 luglio 1996    | mattina presto     |
| 443,0 (275,3) | Classe 955 "300X"       | Tōkaidō Shinkansen                                                | 26 luglio 1996    | mattina presto     |

## I treni

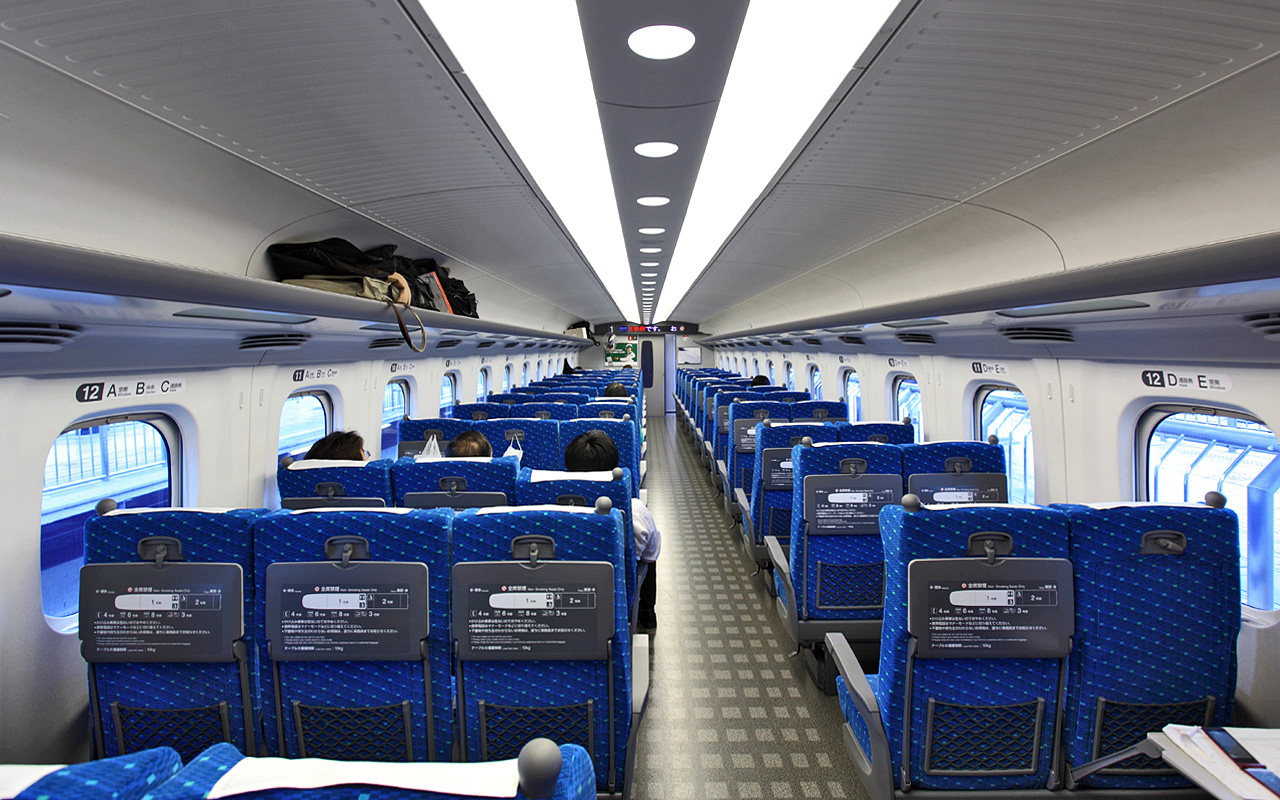
L'interno di un convoglio della serie N700.

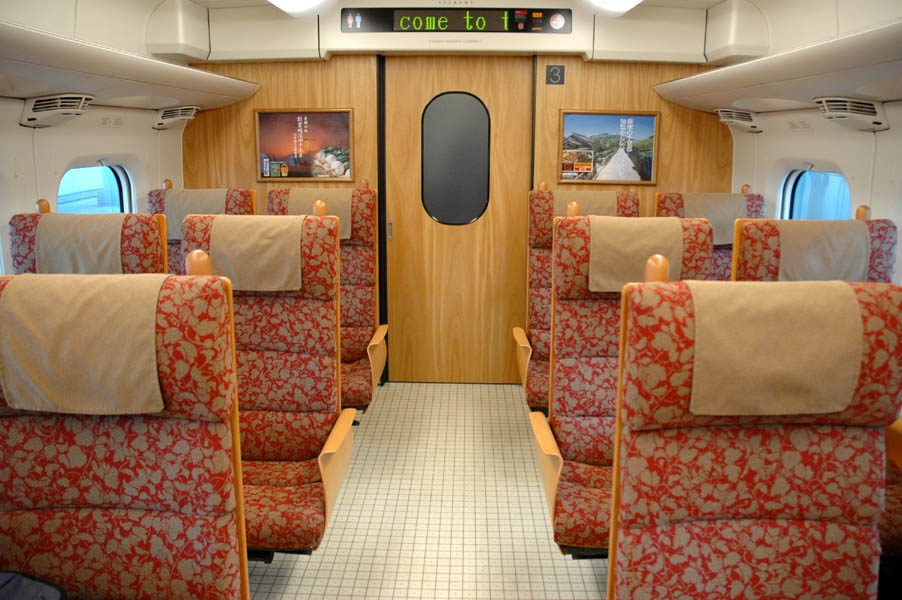
Shinkansen Serie 800

Fin dall'inizio, per i servizi sulle linee Shinkansen, l'industria giapponese si orientò su elettrotreni, convogli a composizione bloccata con potenza distribuita. Non fu un'innovazione, visto che molti paesi già negli anni venti si erano dotati di tali convogli con successo, con anche numerosi record ottenuti. In Italia un ETR 200 aveva conquistato il record mondiale di velocità su distanza.
La vera rivoluzione che ci fu in Giappone fu invece ideare una rete che servisse solo per i treni veloci, e non già, come avveniva nel resto del mondo, coi treni veloci che condividevano il tracciato con altri treni.
Gli elettrotreni che percorrono le linee Shinkansen, grazie alla potenza distribuita, hanno ottime doti di accelerazione e raggiungono elevate velocità senza incorrere in fenomeni di aggressività sul binario.
I treni sono formati da 4 (composizione non più usata), 6, 8, 12 o 16 elementi, a seconda del servizio che svolgono, per una lunghezza massima di 400 metri circa.
L'arredamento interno è caratterizzato da sedili tipo pullman, cioè orientati sempre verso la direzione di marcia. Le classi sono tre: Standard, corrispondente alla Seconda Classe, Green, l'equivalente della Prima Classe e Gran Class (quest'ultima solo su alcuni modelli di shinkansen). Grazie alla generosa sagoma limite, i sedili sono disposti in moduli 3+2 in classe Standard, e 2+2 in classe Green. I posti sono riservati alla prenotazione, ma alcuni treni hanno anche a disposizione posti non prenotabili.
I servizi igienici sono presenti su una carrozza ogni due, e stessa distribuzione hanno le postazioni telefoniche pubbliche. Di recente alcune di queste sono state riallestite come stanze fumatori.
Negli anni recenti, negli ultimi convogli la carrozza ristorante non viene più inserita, sostituita da macchine automatiche per la vendita di bibite e snack presenti su varie carrozze.

## Tecnologia

### Binari
La rete Shinkansen ha lo scartamento standard (1435 mm), mentre la restante rete giapponese è a scartamento ridotto di 1067 mm, col risultato che i treni che circolano su una rete non possono andare sull'altra. Anche le stazioni hanno una sezione separata per i convogli ad alta velocità. L'utilizzo dello scartamento standard è stato reso necessario dal desiderio di aumentare il più possibile le velocità di percorrenza.
La sede ferroviaria fa largo uso di gallerie, trincee e viadotti per poter mantenere un tracciato il più possibile rettilineo. Il raggio di curvatura minimo con cui gli Shinkansen vengono costruiti è 4.000 metri; tuttavia sulla linea Tōkaidō Shinkansen (la prima ad essere inaugurata) è stato stabilito all'epoca un raggio di curvatura minimo di 2.500 metri.

### Alimentazione
Per raggiungere velocità di transito elevate è stato necessario realizzare un'alimentazione elettrica in monofase ad alta tensione e frequenza di 60 Hz. La rete Shinkansen usa una alimentazione a 25 kV in corrente alternata (20 kV sulle linee denominata Mini-Shinkansen), e la captazione avviene tramite pantografo in contatto con la catenaria aerea sospesa sul binario.

### Segnalamento e gestione del traffico
La rete Shinkansen è attrezzata con un sistema ATC (Automatic Train Control, simile per concetto alla ripetizione segnali italiana o al TVM delle linee LGV francesi). Questo sistema ha permesso di eliminare la segnaletica fissa dalle linee in quanto un semplice segnalamento visivo non garantirebbe la sicurezza necessaria poiché ad alte velocità non dà al macchinista il tempo necessario a reagire.
La gestione della linea è centralizzata (analogamente al DCO italiano) e tutti gli apparati di linea sono computerizzati.

## Caratteristiche del servizio

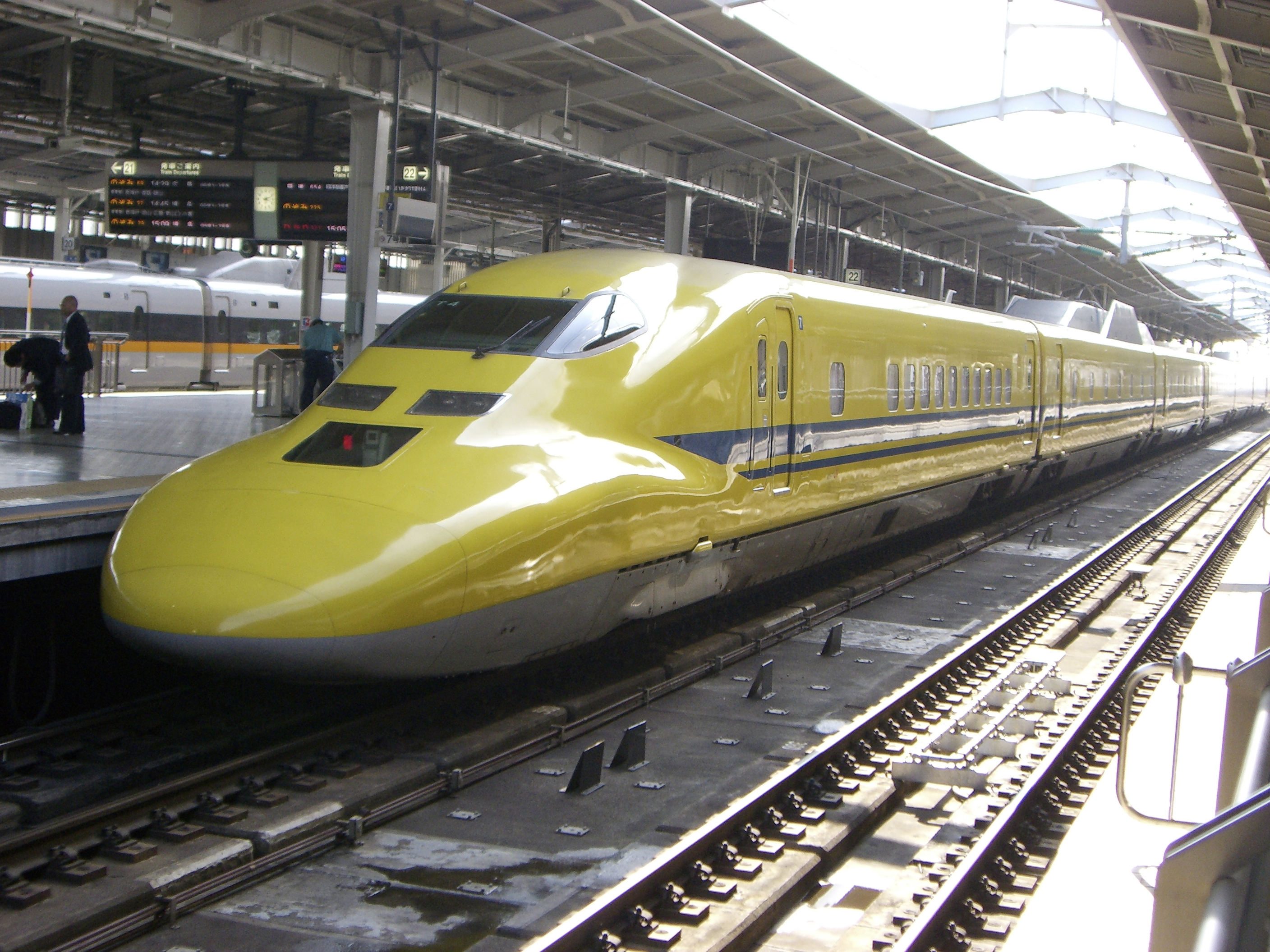
Doctor Yellow

Nelle stazioni la banchina è a filo della soglia del treno, con una distanza molto ridotta tra la banchina e la soglia; sono presenti linee a terra numerate che delimitano il punto esatto in cui la porta del treno si aprirà, in modo che i passeggeri possano attendere in modo ordinato l'arrivo; operazioni di entrata e uscita molto rapide anche grazie all'abitudine di viaggiare "leggeri" cioè di spedire a parte i bagagli ingombranti (solitamente gli unici che trasportano valigie voluminose sono gli occidentali); una puntualità esemplare (si stimano ritardi medi inferiori ai dieci secondi); un sistema di avvisi che comunica quanti minuti e secondi mancano all'arrivo e nell'ultimo tratto anche quanti metri il treno deve ancora percorrere prima di fermarsi. Tutto questo consente di mantenere velocità medie di percorrenza elevatissime con un numero di fermate molto numeroso.
All'interno delle carrozze la situazione è molto confortevole: pulizia assoluta, sedili orientati sempre a 45 gradi in direzione della destinazione (grazie alla semplice trovata di un meccanismo girevole, azionabile anche dai viaggiatori), gentilezza estrema degli addetti al controllo dei biglietti (sempre con i tradizionali guanti bianchi), carrozze speciali con aria condizionata meno fredda per persone particolarmente delicate.
All'interno di ogni carrozza c'è uno schermo che preannuncia le fermate e, alle stazioni, il nome della città è segnalato sia in caratteri ideografici che fonetici, per facilitare la comprensione. La sicurezza è elevatissima e gli incidenti sono molto rari.
I treni viaggiano durante il giorno dalle 6 del mattino alle 24. Tra mezzanotte e le 6 vengono effettuate le operazioni di manutenzione e pulizia. Durante le ore notturne la rete è percorsa dai cosiddetti Doctor Yellow (ドクターイエロー) cioè da convogli diagnostici di colore giallo che testano le linee (al pari dei treni Aiace e Diamante di Rete Ferroviaria Italiana). In tal modo può essere prevenuta qualsiasi disfunzione.

## La rete

Società di JR

È bene precisare innanzitutto che gli Shinkansen non effettuano servizio sulla rete tradizionale giapponese (che peraltro è a scartamento ridotto), bensì su apposite linee ad alta velocità a scartamento standard (1435 mm).
Le compagnie ferroviarie giapponesi che effettuano i servizi Shinkansen sono: JR Hokkaido, JR West, JR Central, JR East, e JR Kyūshū.

### JR Hokkaidō
L'isola di Hokkaidō è rimasta per oltre 40 anni sprovvista di un treno ad alta velocità. Infatti solo nel maggio 2005 la JR Hokkaidō ha iniziato i lavori per costruire l'Hokkaidō Shinkansen; l'apertura di questa tratta, inizialmente prevista per il 2015 è slittata di un anno a causa della crisi economica. È stata aperta nel marzo 2016 fino alla stazione di "Shin-Hakodate Hokuto".

### JR East

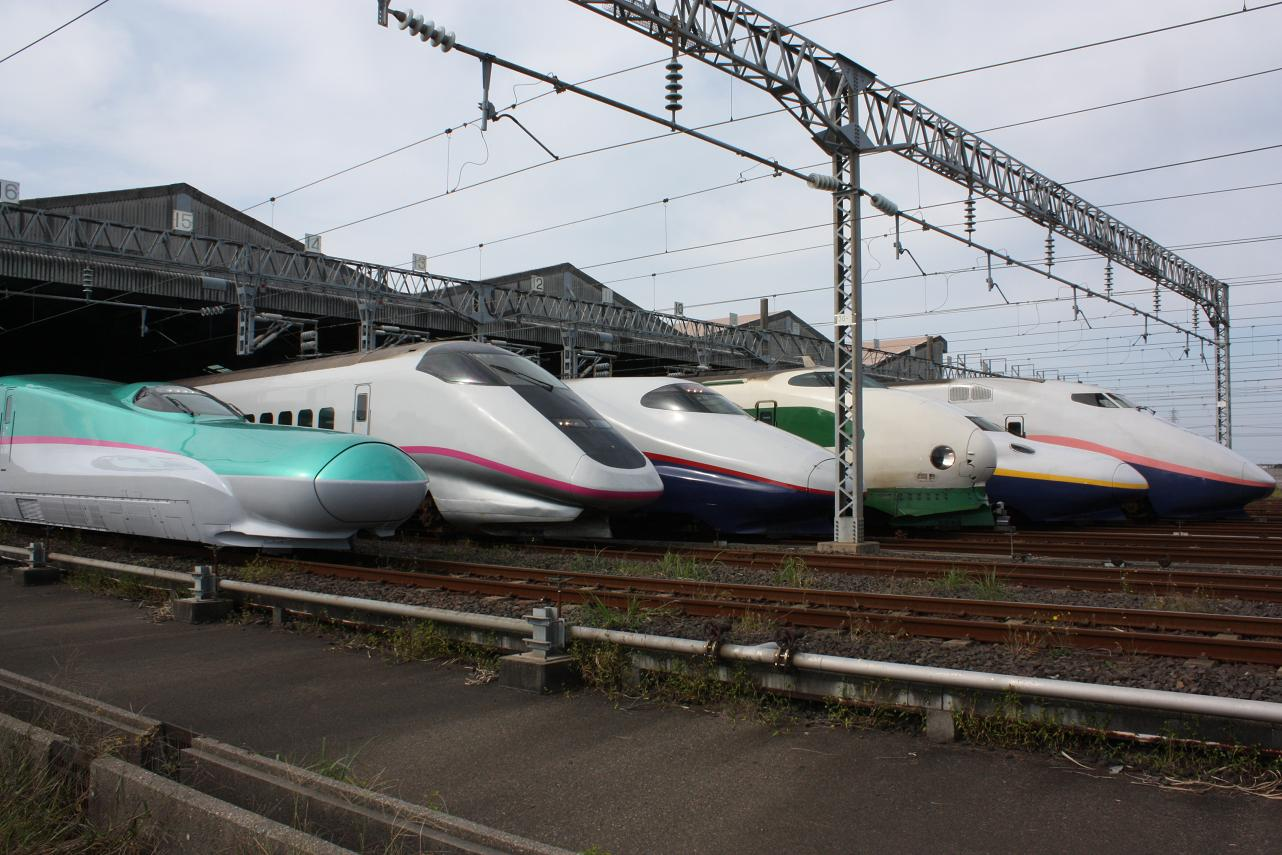
JR East Shinkansen Serie 200~E5

La JR East effettua i suoi servizi sulla Tōhoku Shinkansen (Tokyo - Shin-Aomori), sulla Jōetsu Shinkansen (Omiya - Niigata), sulla Hokuriku (Nagano) Shinkansen (Tokyo - Nagano), sulla Yamagata Shinkansen (Fukushima - Shinjo) e sulla Akita Shinkansen (Morioka - Akita).
Sulla Tohoku Shinkansen si effettuano i servizi Hayate ("Bufera", "Vento Possente") con convogli serie E2 ed E3, Yamabiko ("eco montano") con E2, E3, serie 400 e gli E4 "Max", questi ultimi a due piani.
I servizi Nasuno sono invece espletati dai più vecchi convogli della serie 200 più talvolta qualche E4 "Max". Recentemente i servizi Hayate sono affidati agli E5, che possono raggiungere i 320 km/h, contro i 240–270 km/h dei convogli attualmente in servizio su questa linea. A partire dal 2011 è inoltre attivo il servizio Hayabusa ("Falco pellegrino") che utilizzando il nuovo Shinkansen E5 collega in meno di 3 ore Shin-Aomori con Tokyo.
Sulla Joetsu Shinkansen si effettuano i servizi Toki ("Ibis"), con i convogli a due piani serie E1 e serie E4, affiancati dai più anziani serie 100. Gli stessi convogli effettuano anche i servizi Tanigawa.
Sulla Hokuriku Shinkansen si espletano i servizi Asama (è il nome di un vulcano) con i convogli E2.
Sulla Yamagata Shinkansen i convogli serie 400 ed E3 espletano i servizi Tsubasa ("ala").
Infine, sulla Akita Shinkansen ci sono ancora i convogli serie E3 per i servizi Komachi ("bellezza") che progressivamente verranno ritirati per dar spazio al più recente dei convogli, la serie E6 dal vivace colore rosso acceso.

### JR Central

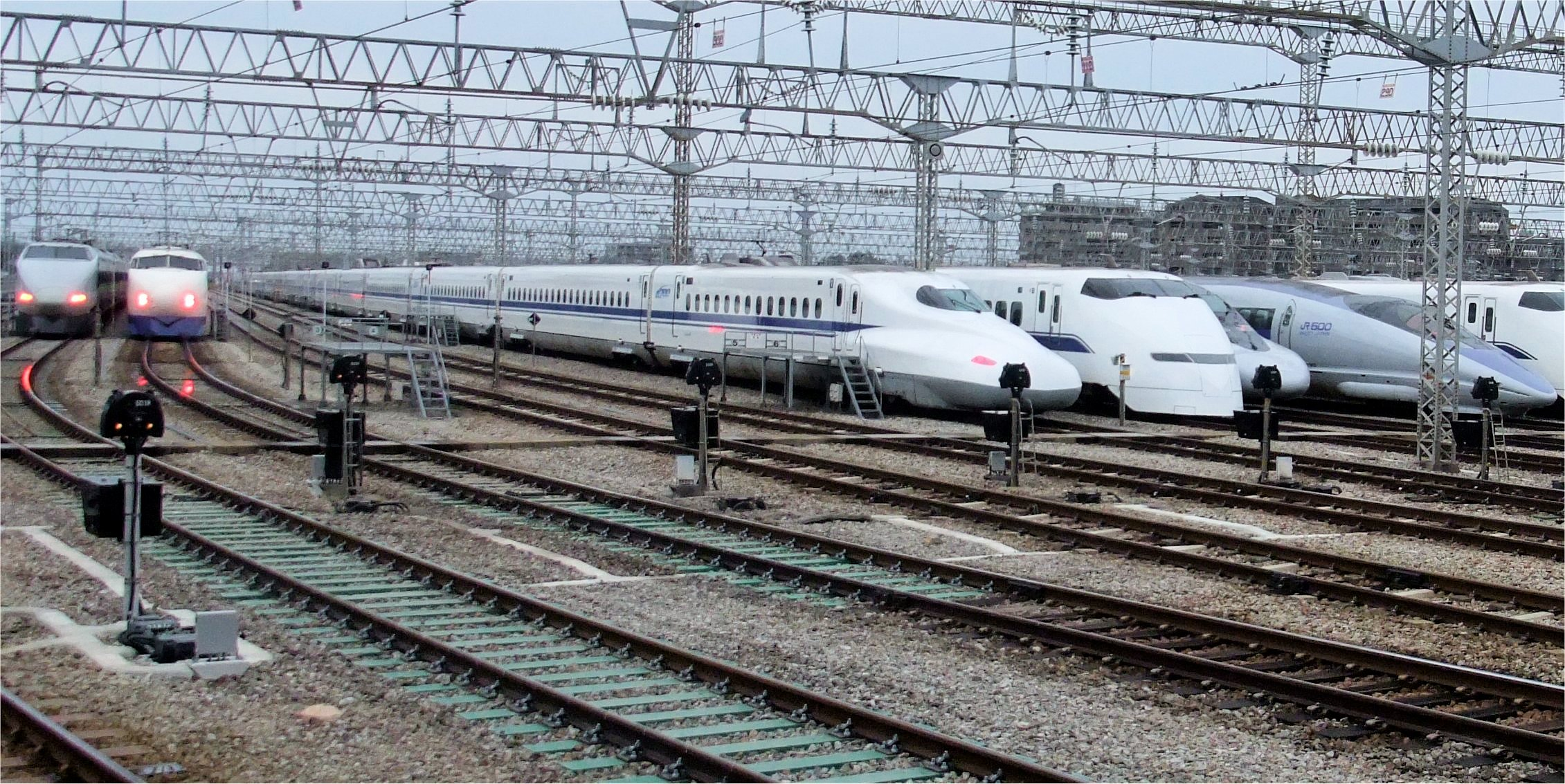
JR Central, West Shinkansen Serie 0~N700

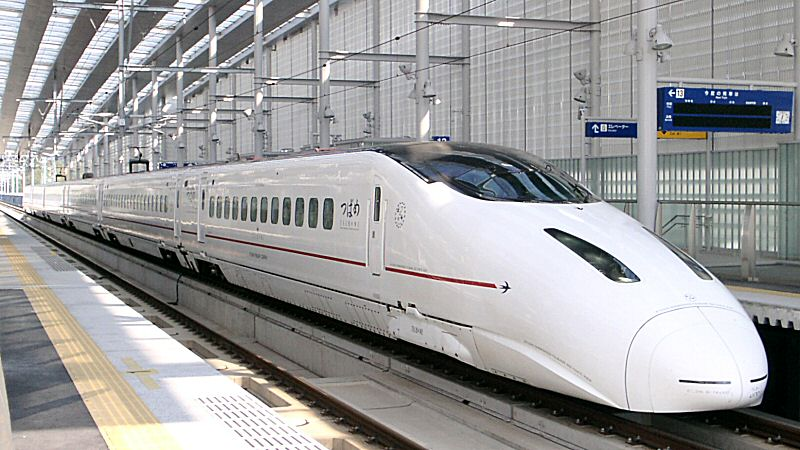
JR Kyūshū Shinkansen Serie 800

La JR Central gestisce la linea più famosa, la Tōkaidō Shinkansen fra Tokyo e Shin-Osaka, e inoltre la Chuo Shinkansen (Shinagawa - Shin-Osaka).
Sulla Tokaido Shinkansen si effettuano i servizi, Nozomi ("Speranza"), Hikari ("Luce") e Kodama ("Eco"). I treni utilizzati sono della serie N700 e serie 700.
La Chuo Shinkansen è invece una ferrovia sperimentale a levitazione magnetica (Maglev),

### JR West
La JR West gestisce il Sanyō Shinkansen (Shin-Osaka - Hakata) e la breve Hakata Minami Line.
Sulla Sanyo Shinkansen si effettuano gli stessi servizi della Tokaido (Nozomi, Hikari e Kodama, alcuni dei quali sono estensioni di servizi da e per la Tokaido) e della Kyushu (Mizuho, Sakura e Tsubame; tutti hanno origine o destinazione a sud di Hakata). Tali servizi sono espletati dai convogli delle serie 500, 700 e N700 (questi ultimi da 16 carrozze per i Nozomi, Hìkari e Kodama e da 8 carrozze per i Mizuho e Sakura).

### JR Kyūshū
La JR Kyūshū effettua i servizi Mizuho, Sakura e Tsubame sulla recente Kyūshū Shinkansen, fra Hakata e Kagoshima-Chuo.
Vi prestano servizio i nuovi convogli della serie 800 e serie N700-7000/8000, costruiti appositamente per la linea.

## La cucina sugli Shinkansen

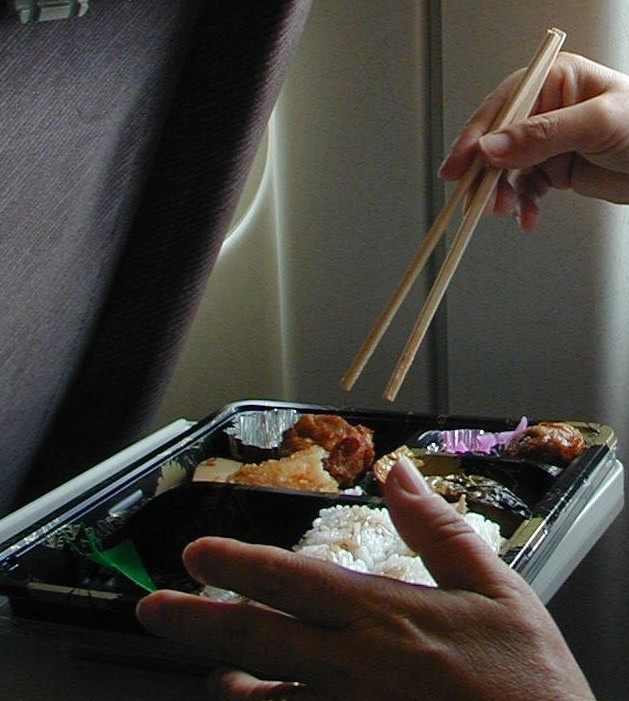
Obentō

Molto diffusa tra i viaggiatori è l'abitudine di portare con sé in viaggio uno spuntino confezionato, detto obento (お弁当, おべんとう) cioè "il vassoio". In realtà si tratta di scatole simili per forma a quelle dei cioccolatini, suddivise all'interno in vari scompartimenti ognuno dei quali contiene una piccola pietanza.
La cucina dedicata agli obento richiede la massima varietà, infatti la finalità è quella di intrattenere il viaggiatore con gusti a sorpresa e con preparazioni il più possibile variate e numerose.
Gli obento che vengono preparati espressamente per chi viaggia in treno prendono il nome di ekiben.
Gli ekiben si acquistano nelle stazioni, ognuna delle quali ha una sua specialità. La qualità è molto varia e anche la confezione parte da quella più semplice fino ad arrivare a contenitori molto raffinati. Anche la grafica d'insieme è molto curata, come gli accostamenti di colore. Questo particolare tipo di cucina esclude solitamente l'uso di pesce crudo e preferisce alimenti cotti in quanto meno deperibili.
Esistono anche obento dedicati ai bambini, con alimenti particolarmente adatti e confezioni appropriate.
Gli obento, oltre che per il viaggio, sono utilizzati per picnic o in occasione dell'hanami (花見) cioè delle gite per assistere alla fioritura dei ciliegi. Vi sono anche ristoranti che servono cucina obento. Questa ha infatti antiche origini, in quanto questa usanza che sembra sia nata nel periodo Kamakura (1185-1333), ha attraversato intatta il tempo, come spesso accade in Giappone, sino ai giorni nostri.

## Competizione con gli aerei
Nel settore dei trasporti la competizione tra alta velocità ferroviaria e trasporto aereo è molto sentita; in Giappone questa concorrenza raggiunge forse un livello più elevato che in paesi come Francia, Germania, Italia e Spagna a causa dell'altissima puntualità, affidabilità, comfort e sicurezza offerti dai supertreni.
Rispetto al trasporto aereo gli Shinkansen offrono molteplici vantaggi tra cui i principali sono sicuramente la frequenza dei trasporti, la flessibilità, la puntualità estrema, gli elevatissimi standard di sicurezza, il comfort dei passeggeri, la possibilità di operare senza nessun problema anche in condizioni atmosferiche o ambientali difficili, l'ubicazione delle stazioni nei centri cittadini e non a grande distanza come nel caso degli aeroporti; infatti gli Shinkansen non subiscono ritardi per via di piogge intense e altri fenomeni atmosferici, solo le nevicate estreme portano a una riduzione della velocità di viaggio, ma comunque i trasporti sono regolari; inoltre gli Shinkansen sono celebri in tutto il mondo per il loro sistema di sicurezza contro i terremoti, frequenti in Giappone. Anche il fatto di integrarsi perfettamente con le metropolitane e i sistemi di trasporto delle città gioca a favore dei supertreni giapponesi.
- Sulle tratte Tokyo - Nagoya (342 km), Tokyo – Sendai (325 km), Tokyo – Hanamaki (496 km), Tokyo – Niigata (300 km) prima dell'entrata in servizio degli Shinkansen era presente un intenso traffico aereo; attualmente nessuna compagnia aerea effettua servizio di linea poiché i treni sono in grado di coprire le distanze in tempi troppo concorrenziali.
- Tokyo – Osaka (552 km) e Osaka – Fukuoka (554 km): lo Shinkansen domina per via della sua velocità e della frequenza dei collegamenti; nonostante tutto le compagnie aeree riescono a ottenere una quota di mercato del 15% grazie a tariffe particolarmente agevolate.
- Sulle linee Tokyo – Okayama (676 km) e Tokyo - Hiroshima (821 km) lo Shinkansen è ancora largamente in vantaggio: anche se impiega leggermente di più (3 ore e 12 minuti per Okayama e 3 ore e 47 minuti per Hiroshima, contro le circa 3 ore dell'aereo, compresi check-in, ritiro bagagli e trasferimento dall'aeroporto alla città), ha rispettivamente il 66% e il 69% del mercato.
- Tokyo – Fukuoka (1.175 km): lo Shinkansen più veloce ha bisogno di 4 ore e 50 minuti per coprire la tratta, diventando poco competitivo a fronte delle 2 ore e 40 dell'aereo (l'aeroporto di Fukuoka è vicino e ben collegato col centro cittadino); la sua quota di mercato cala perciò all'11%[6].

Complessivamente si può dire che il treno vince nettamente nelle tratte in cui impiega meno di 4 ore, mentre al contrario sopra le 5 ore è l'aeromobile che domina; la maggiore competizione si ha nelle tratte in cui il treno impiega dalle 3 alle 4 ore.

## Modelli

### Serie regolari treno
| Nome                  | Immagine | Entrata in servizio | Status                       | Vel. Max.                                               | Linee                                                   | Unità costruite                                  | Costruttore                                                                        |
| --------------------- | -------- | ------------------- | ---------------------------- | ------------------------------------------------------- | ------------------------------------------------------- | ------------------------------------------------ | ---------------------------------------------------------------------------------- |
| Shinkansen Serie 0    |          | 1964                | Ritirato il 14 dicembre 2008 | 220 km/h                                                | Nessuna                                                 | 3216 veicoli                                     | Hitachi Kawasaki Sharyo Kinki Sharyo Kisha Nippon Sharyo Tokyu Car Corporation     |
| Shinkansen Serie 200  |          | 1982                | Ritirato il 14 aprile 2013   | 240 km/h                                                | Nessuna                                                 | 66 convogli, 700 veicoli                         | Hitachi Kawasaki Heavy Industries Kinki Sharyo Nippon Sharyo Tokyu Car Corporation |
| Shinkansen Serie 100  |          | 1985                | Ritirato il 16 marzo 2012    | 230 km/h                                                | Nessuna                                                 | 66 convogli, 1056 veicoli                        | Hitachi Kawasaki Heavy Industries Kinki Sharyo Nippon Sharyo Tokyu Car Corporation |
| Shinkansen Serie 300  |          | 1992                | Ritirato il 16 marzo 2012    | 270 km/h Record di velocità: 325,7 il 28 febbraio 1991  | Nessuna                                                 | 69 convogli, 1104 veicoli                        | Hitachi Kawasaki Heavy Industries Kinki Sharyo Nippon Sharyo                       |
| Shinkansen Serie 400  |          | 1992                | Ritirato il 18 aprile 2010   | 240 km/h Record di velocità: 345,0 il 19 settembre 1991 | Nessuna                                                 | 12 convogli, 84 veicoli                          | Kawasaki Heavy Industries                                                          |
| Shinkansen Serie E1   |          | 1994                | Ritirato il 5 settembre 2012 | 240 km/h                                                | Nessuna                                                 | 6 convogli, 72 veicoli                           | Hitachi Kawasaki Heavy Industries                                                  |
| Shinkansen Serie 500  |          | 1997                | In servizio                  | 300 km/h                                                | Sanyō Shinkansen                                        | 9 convogli, 144 veicoli                          | Hitachi Kawasaki Heavy Industries Kinki Sharyo Nippon Sharyo                       |
| Shinkansen Serie E2   |          | 1997                | In servizio                  | 275 km/h Record di velocità: 362,0 il 19 aprile 2003    | Tōhoku Shinkansen Nagano Shinkansen                     | 51 convogli, 482 veicoli                         | Hitachi Kawasaki Heavy Industries Nippon Sharyo Tokyu Car Corporation              |
| Shinkansen Serie E3   |          | 1997                | In servizio                  | 275 km/h                                                | Yamagata Shinkansen                                     | 41 convogli, 261 veicoli                         | Kawasaki Heavy Industries Tokyu Car Corporation                                    |
| Shinkansen Serie E4   |          | 1997                | Ritirato il 1º ottobre 2021. | 240 km/h                                                | Jōetsu Shinkansen                                       | 26 convogli, 208 veicoli                         | Hitachi Kawasaki Heavy Industries                                                  |
| Shinkansen Serie 700  |          | 1999                | In servizio                  | 285 km/h                                                | Tōkaidō Shinkansen Sanyō Shinkansen Linea Hakata-Minami | 91 convogli, 1328 veicoli                        | Hitachi Kawasaki Heavy Industries Kinki Sharyo Nippon Sharyo                       |
| Shinkansen Serie 800  |          | 2004                | In servizio                  | 260 km/h                                                | Kyūshū Shinkansen                                       | 8 convogli, 48 veicoli                           | Hitachi                                                                            |
| Shinkansen Serie N700 |          | 2007                | In servizio                  | 300 km/h Record di velocità: 331,0 il 5 luglio 2005     | Tōkaidō Shinkansen Sanyō Shinkansen Kyūshū Shinkansen   | 76 convogli, 1168 veicoli 97 in costruzione      | Hitachi Kawasaki Heavy Industries Kinki Sharyo Nippon Sharyo                       |
| Shinkansen Serie E5   |          | 2011                | In servizio                  | 320 km/h                                                | Tōhoku Shinkansen                                       | 24 convogli, 240 veicoli 35 in costruzione       | Hitachi Kawasaki Heavy Industries                                                  |
| Shinkansen Serie E6   |          | 2013                | In servizio                  | 320 km/h                                                | Tōhoku Shinkansen Akita Shinkansen                      | 5 convogli, 35 veicoli (altri 18 in costruzione) | Hitachi Kawasaki Heavy Industries                                                  |
| Shinkansen Serie E7   |          | 2014                | In servizio                  | 260 km/h                                                | Nagano Shinkansen Hokuriku Shinkansen                   | 17 convogli in costruzione                       | Kawasaki Heavy Industries                                                          |
| Shinkansen Serie L0   |          | TBD                 | In costruzione               | 505 km/h record di velocità: 603,0 il 21 aprile 2015    | Chūō Shinkansen                                         | 14 convogli in costruzione                       | Mitsubishi Heavy Industries Nippon Sharyo                                          |

- Treni dello stesso tipo destinati al mercato estero:

| Treno                  | Immagine | Entrata in servizio | Status      | Vel. Max. | Linee                               | Unità costruite            | Costruttore                                     |
| ---------------------- | -------- | ------------------- | ----------- | --------- | ----------------------------------- | -------------------------- | ----------------------------------------------- |
| Shinkansen Serie 700T  |          | 2007                | In servizio | 300 km/h  | Ferrovia ad alta velocità di Taiwan | 30 convogli, 360 veicoli   | Hitachi Kawasaki Heavy Industries Nippon Sharyo |
| CRH2                   |          | 2007                | In servizio | 250 km/h  | Rete AV in Cina                     | 150 convogli, 1056 veicoli | Kawasaki Heavy Industries CSR Sifang            |
| British Rail Class 395 |          | 2009                | In servizio | 225 km/h  | High Speed 1 (Regno Unito)          | 29 convogli, 1680 veicoli  | Hitachi                                         |

### Prototipi e progetti speciali
- Classe 1000
- Classe 951
- Classe 961
- Classe 962
- 500-900 Serie WIN350
- Classe 952/953 STAR21
- Classe 955 300X
- Classe E954 Fastech 360S
- Classe E955 Fastech 360Z
- JR Maglev

## Linee

### Principali
| Linea                                   | Inizio      | Fine           | Lunghezza | Operatore   | Apertura | Passeggeri annui |
| --------------------------------------- | ----------- | -------------- | --------- | ----------- | -------- | ---------------- |
| Tōkaidō Shinkansen                      | Tokyo       | Shin-Osaka     | 515,4 km  | JR Central  | 1964     | 143.015.000      |
| Sanyō Shinkansen                        | Shin-Osaka  | Hakata         | 553,7 km  | JR West     | 1972     | 64.355.000       |
| Tōhoku Shinkansen                       | Tokyo       | Shin-Aomori    | 674,9 km  | JR East     | 1982     | 76.177.000       |
| Hokkaidō Shinkansen                     | Shin-Aomori | Shin-Hakodate  | 148,9 km  | JR Hokkaidō | 2016     |                  |
| Jōetsu Shinkansen                       | Ōmiya       | Niigata        | 269,5 km  | JR East     | 1982     | 34.831.000       |
| Nagano Shinkansen (Hokuriku Shinkansen) | Takasaki    | Nagano         | 117,4 km  | JR East     | 1997     | 9.420.000        |
| Kyūshū Shinkansen                       | Hakata      | Kagoshima-Chūō | 256,8 km  | JR Kyūshū   | 2004     | 12.143.000       |

### Mini Shinkansen
| Linea               | Inizio    | Fine   | Lunghezza | Gestore |
| ------------------- | --------- | ------ | --------- | ------- |
| Yamagata Shinkansen | Fukushima | Shinjō | 148,6 km  | JR East |
| Akita Shinkansen    | Morioka   | Akita  | 134,9 km  | JR East |

### In costruzione
| Linea               | Inizio      | Fine     | Lunghezza | Gestore           |
| ------------------- | ----------- | -------- | --------- | ----------------- |
| Hokuriku Shinkansen | Nagano      | Kanazawa | 228.0 km  | JR East e JR West |
| Kyūshū Shinkansen   | Takeo-Onsen | Isahaya  | 45,7 km   | JR Kyūshū         |

### Levitazione magnetica
Fin dagli anni settanta vengono effettuati test su treni a levitazione magnetica, sono state costruite due linee test ed è in progetto la costruzione della prima linea ferroviaria vera e propria di questo tipo.
| Linea                                  | Inizio    | Fine    | Lunghezza   | Gestore    |
| -------------------------------------- | --------- | ------- | ----------- | ---------- |
| Miyazaki Maglev Test Track (JR Maglev) | Mimitsu   | Tsuno   | 7 km        | RTRI       |
| Yamanashi Maglev Test Line (JR Maglev) | Sakaigawa | Akiyama | 42,8 km     | RTRI       |
| Chūō Shinkansen (JR Maglev)            | Tokyo     | Osaka   | Da definire | JR Central |

### Linee cancellate
| Linea             | Inizio | Fine             | Lunghezza | Gestore                       |
| ----------------- | ------ | ---------------- | --------- | ----------------------------- |
| Narita Shinkansen | Tokyo  | Narita Aeroporto | 65 km     | Ferrovie Nazionali Giapponesi |

### Altre
Esistono due linee ferroviarie che ufficialmente non fanno parte della rete degli Shinkansen: la Linea Hakata-Minami e la Linea Gala-Yuzawa. Queste due linee sono caratterizzate da scartamento standard e non da scartamento ridotto (come per il resto della rete giapponese) e sono percorse da convogli delle serie Shinkansen, tuttavia non vengono considerate tali in quanto sono estremamente brevi (8,5 e 1,8 km) e soprattutto sono nate come supporto per trasportare i convogli ad alta velocità fuori servizio da una stazione all'altra o ai depositi. In seguito queste due linee hanno trovato una limitata applicazione commerciale, trasportando dei pendolari.
| Linea               | Inizio        | Fine          | Lunghezza | Gestore |
| ------------------- | ------------- | ------------- | --------- | ------- |
| Linea Hakata-Minami | Hakata        | Hakata-Minami | 8,5 km    | JR West |
| Linea Gala-Yuzawa   | Echigo-Yuzawa | Gala-Yuzawa   | 1,8 km    | JR East |